# Беатрис Савойска (1206 – 1266)
Вижте пояснителната страница за други личности с името Беатрис Савойска.
Беатрис Савойска (на френски: Béatrix de Savoie, Béatrice, на италиански: Beatrice di Savoia; * 1198, ок. 1205 или 1206, замък Манюет в Лез Ешел в дн. френски департамент Савоа; † 1265, декември 1266 или 4 януари 1267, пак там) от Дом Савоя, е чрез брак графиня на Прованс (1219 – 1945 г.) и графиня на Форкалкие (1222 – 1245) и на Жеводан, виконтеса на Карла. Тя е майка на четири кралици и е един от най-старите известни предци на Мария Стюарт – кралицата на Шотландия, на майка ѝ Мария дьо Гиз и на Джеймс I.

## Произход
Беатрис е дъщеря на Томас I (* 1177 или 1178, † 1233), граф на Савоя, на Аоста и на Мориен, и на съпругата му Беатрис (Маргарита или Никола) Женевска (* ок. 1180, † 1257). Нейни дядо и баба по бащина линия са Хумберт III Савойски Светецът, граф на Савоя, на Аоста и на Мориен и маркграф на Италия, и Беатрис Маконска, а по майчина – графът на Женева Вилхелм I и господарката на Фосини Маргарита-Беатрис. Има осем или десет братя и една или пет сестри:
- Амадей IV (* 1197, † 1253), 10-и граф на Савоя, граф на Аоста и на Мориен (1233 – 1253), имперски викарий за Пиемонт, съпруг на Ана Бургундска и на Сибила дел Балцо/Сесил дьо Бо.
- Маргарита (* 1212, † 1270 или 1273), графиня на Кибург като съпруга на граф Хартман IV фон Кибург и графиня на Хабсбург, графиня в Тургау и Цюрихгау като съпруга на граф Еберхард I фон Хабсбург-Лауфенбург
- Хумберт (* ок. 1198, † 1223)
- Аймон (* 1200, † 1248 или 1242), господар на Агон, Шабле, Шийон, Морж и Вилньов, основател на болницата на Вилньов (25 юни 1236)
- Томас II (* 1199, † 1259), регент-граф на Савоя, господар на Пиемонт (1233 – 1259), маркграф на Торино и Ивреа, граф на Фландрия и на Ено (1237 – 1244), граф на Аоста и на Мориен, имперски викарий за Пиемонт (1242), принц на Капуа (1252), суверен граф на Савоя (1253 – 1259), съпруг на Йохана Фландърска и на Беатриче Фиески.
- Вилхелм (* ок. 1201, † 1239), епископ на Валанс (1224/1226 – 1239), принц епископ на Лиеж и на Уинчестър (1238 – 1239)
- Петър II, Малкият Карл Велики (* 1203, † 16 май 1268), 12-и граф на Савоя, граф на Аоста и на Мориен (1263 – 1268), господар на Во (1233 – 1268), граф на Ричмънд (1241), съпруг на Агнес дьо Фосини
- Бонифаций (* ок. 1206 или 1207, † 1270), приор на Нантюа, епископ на Беле (1232) и архиепископ на Кентърбъри (1241 – 1268), приор на Англия (1241), епископ на Дърам, беатифициран от папа Григорий XVI (1838)
- Филип I (* 1207, † 1285), 13-и граф на Савоя, граф на Аоста и на Мориен (1268 – 1285), архидякон на Мец (1229), епископ на Лозана (1239), епископ на Валанс (1245) и архиепископ на Лион (1246 – 1267), съпруг на Аделхайд (Алиса) от Андекс–Мерания, пфалцграфиня на Бургундия
- Аймон († 1238), господар на Вале
- Хумберт († 1223)
- две сестри († пр. 1254 като малки)
- Алиса или Алазия († 1277), игуменка на манастира Сен Пиер де Теро в Лион (1250)
- Агата († сл. 1279), монахиня и след това игуменка на манастира „Сен Пиер де Теро“ в Лион

Освен това има трима полубратя и една полусестра от извънбрачни връзки на баща ѝ.

## Биография

### Брак
Според средновековните хронисти Беатрис е известна със своята красота и чар. През юни 1219 г. баща ѝ се договаря с епископите Бианерьо Дидие дьо Лан от Ди и Бертран д'Е от Антиб, които принадлежат към регентския съвет на непълнолетния граф на Прованс Раймон IV Беренгер тя да бъде сгодена за графа. Раймон е единственият син на Алфонс II – съпруг на наследницата на Графство Форкалкие и графиня на Прованс Гарсенда дьо Сабран. Наследството на младия граф е застрашено от претенциите за собственост на неговите васали и съседи, поради което на регентския съвет е обещана енергична подкрепа от борбения савойски граф чрез брака. Годежът се състои в Дронеро на 5 юни 1219 г., където, след като е определена зестра, графът се задължава да се ожени за Беатрис. Бракът е сключен на 20 декември 1220 г.
След пристигането си в Прованс Беатрис превръща двора на Екс ан Прованс в един от най-известните в Европа. През 1234 г. тя става тъща на краля на Франция Луи IX, който през 1226 г. наследява баща си Луи VIII. Бракът на най-голямата ѝ дъщеря Маргарита с краля е сключен на 27 май.

### Влияние в Англия
През 1235 г. кралят на Англия Хенри III поисква ръката на втората ѝ дъщеря Елеонора чрез посредничеството на брата на Беатрис Амадей IV Савойски. Бракът е сключен на 14 януари 1236 г. и като последица в английския двор идват няколко личности от Савойското графство, които заемат важни постове, включително братята на Беатрис Петър, граф на Ричмънд, и Бонифаций, архиепископ на Кентърбъри.
В края на 1230-те г. Беатрис заедно с брат си Филип вероятно посещават Англия.
В началото на 1243 г. тя отива до Бордо с дъщеря си Санча, която е сгодена за Ричард Корнуолски – брат на английския крал, а оттам за Англия през ноември. Там английският крал ѝ дава имота Фекенам в Устършър за доживотно ползване. Бракът на дъщеря ѝ с Ричард Корнуолски се състои на 23 ноември в Уестминстърското абатство. Тази сватба прави много за укрепване на връзката между Ричард и Хенри III. Беатрис допълнително скрепва единството на английското кралско семейство, като убеждава Хенри III да помогне за изплащането на дълговете на сестра му Елеонора и нейния съпруг Симон дьо Монфор, които често са в конфликт с Хенри. Чрез нейно посредничество кралят отпуска на Монфор годишна пенсия от 500 марки, така че напрегнатите им отношения се подобряват.
В Лондон Беатрис преговаря с английския крал от името на съпруга си. Кралят търси политическата подкрепа на графа на Прованс срещу френския крал, а Беатрис успява да накара краля да даде назаем на графа 4000 марки. Като залог английският крал трябва да получи пет замъка в Графство Прованс, които всъщност не може да завладее, така че преговорите са особено изгодни за графа на Прованс.

### Борба за власт в Прованс
Съпругът ѝ Раймон Беренгер IV умира на 19 август 1245 г. близо до Екс ан Прованс. В завещанието си той оставя титлите „Графиня на Прованс“ и „Графиня на Форкалкие“ на по-младата си, все още неомъжена дъщеря Беатрис. Той дава на вдовицата си Беатрис феодите на Форкалкие и Гап, и няколко замъка. Съгласно завещанието на съпруга на Беатрис на нея ѝ е отпусната вдовишка рента. След смъртта на съпруга ѝ най-малката ѝ дъщеря Беатрис – жена с рядка красота се превръща в една от най-атрактивните наследнички в Средновековна Европа. Към ръката ѝ се домогват много ухажори, сред които графът на Тулуза Раймон VII, кралят на Арагонската корона Хайме I Арагонски, който праща армия да я отвлече, и император Фридрих II, който иска да я омъжи за сина си Конрад. Майка ѝ я затваря в крепостта на Екс и отива при папа Инокентий IV в търсене на закрила.
През декември 1245 г. в Клюни има тайни срещи между папата, Луи IX, по-малкия му брат Шарл I Анжуйски и майка им Бланш Кастилска. Решено е, че в замяна на военната защита на Луи IX папата ще подкрепи брака между Шарл Анжуйски и Беатрис Прованска, но Прованс никога няма да отиде във Франция директно чрез Шарл. Договорено е, че ако Беатрис и Шарл имат деца, Прованс ще им принадлежи, а в противен случай ще отиде при Санча Прованска (третата дъщеря на Раймон и Беатрис), а в случай на преждевременната смърт на последната ще отиде при краля на Арагон. Хенри III протестира срещу избора, като твърди, че все още не е получил пълната зестра за Елеонора, нито брат му за Санча. Освен това той все още има замъците в Прованс срещу заема, който е дал на бившия граф. Въпреки това Беатрис Савойска, на която е предоставено доживотно ползване на територията на Прованс, се съгласява на сватбата на дъщеря ѝ с Шарл Анжуйски, който става граф на Прованс. Сватбата се състои на 31 януари 1246 г.
Скоро Беатрис се скарва със зет си Шарл I заради споровете за вдовишката рента: тя поисква за себе си управлението на Графство Форкалкие и така да може да ползва имотите на покойния ѝ съпруг в Прованс. Освен това служителите на новия граф се опитват да разширят управлението му в конфликт с местните благородници. Когато Шарл I за първи път пристига в Прованс през 1246 г., с него идва и тълпа от юристи и счетоводители, които пристъпват към изучаване на неговите графски права и привилегии. Това предизвиква брожение на провансалската аристокрация, оглавявано от Барал дел Балцо/дьо Бо, господар на Авиньон, и от Бонифаций дьо Кастелан, които поддържат Беатрис Савойска. Когато гражданите на градовете Авиньон, Арл и Марсилия се разбунтуват срещу Шарл I Анжуйски, папа Инокентий IV поставя Беатрис под негова закрила и потвърждава законността на притежанията ѝ.
С оглед на тази съпротива Шарл Анжуйски прави отстъпки пред градовете и благородниците и търси разбирателство с Беатрис. Беатрис е готова на това, но преди това, през 1247 г., тя пътува до Англия. Английската кралица е изключена от наследството на баща си, но Беатрис уверява английския крал, че той ще продължи да притежава предостъпените му замъци. След това тя се връща в Прованс, където през март 1248 г. в Понтуаз сключва временно споразумение с Шарл Анжуйски. Тъй като Шарл Анжуйски тръгва на кръстоносен поход, Беатрис сключва друго споразумение с представителя му в Бокер през август 1248 г. В това тя получава значителни доходи и права, но без окончателно да разреши въпроса за властта в Прованс.
През 1248 г. Беатрис отново пътува до Англия с брат си Томас, за да види семейството си там.
Когато френският крал отива в Йер в Прованс през 1254 г. след шестгодишния си кръстоносен поход, Беатрис го търси в Екс, за да бъде решен въпросът за властта в Прованс. Тя обвинява служителите на Шарл Анжуйски, че не са признали нейните права. В твърденията си тя е подкрепена от дъщеря си Маргарита – френска кралица, която обвинява Шарл, че ѝ е откраднал наследството. Кралят отлага решението си и взима Беатрис със себе си в Париж. Там тя се среща с четирите си дъщери и братята си Томас и Петър през декември 1254 г. и празнува Коледа с тях. Като цяло добрите отношения между четирите сестри правят много за подобряване на отношенията между френския и английския крал. Това води до Парижкия договор през 1259 г., с който се слага край на 100-годишния конфликт между Капетинги и Плантагенети. Беатрис и всичките ѝ четири дъщери участват в преговорите.
Докато семейството все още е заедно, крал Луи IX убеждава Беатрис да се откаже от претенциите и контрола си в Прованс в замяна на значителна пенсия, която да ѝ бъде изплатена. Шарл Анжуйски връща заема, който Хенри е направил на предишния граф, изчиствайки претенциите му в графството. През ноември 1256 г. Беатрис приема от Шарл еднократно плащане от 5000 ливри и след това доживотна годишна пенсия от 6000 ливри. Шарл освен това трябва да помилва подкрепящите Беатрис и да признае правата им.

### Последни години
След като се отказва от властта, Беатрис живее с домакинството си от над 60 души в Hôtel de Nesle в Париж. През 1255 г. майка ѝ Маргарита Женевска ѝ дава имотите си в Савоя. Възможно е Беатрис да е била в Аахен през май 1257 г., където дъщеря ѝ Санча е коронована за римско-германска кралица.
През 1255 – 1257 г. тя подкрепя политиката на брат си Томас II Савойски в Графство Гап, което води до силна опозиция.
След смъртта на майка си през 1258 г., Беатрис решава да прекара остатъка от живота си в Савоя. Според последната кралица на Италия Мария-Жозе Белгийска тя напуска Прованс и се оттегля в Ешел в Савоа след конфликт със зет ѝ Шарл Анжуйски. Тя се установява в Замъка Манюет, който е на важен търговски път, така че продължава да получава съобщения от търговци и пътници. Опитва се сериозно да подобри състоянието на пътищата и пътеките до алпийските проходи във владенията си и на няколко пъти кара да ремонтират пътища и мостове.
През юни 1259 г. дарява имота си в Лез Ешел на Ордена на Свети Йоан с уговорката, че там трябва да бъде построена болница за поклонници и пътници.
През юли 1262 г. присъства на срещата на Хенри III и Луи IX в Сен Мор де Фосе, в която взимат участие и двете кралици Елеонора и Маргарита, и техните братя Петър и Филип. По този повод тя дарява английските си притежания на дъщеря си Елеонора. В замяна Елеонора се задължава да плаща по 100 марки годишно на болницата в Лез Ешел.
През януари 1264 г. Беатрис участва в Амиенската миза и отново се среща с дъщерите си и други роднини там. Тя се разболява сериозно в Амиен, след което през март набързо пише завещание. Тя се възстановява и успява да се върне в Савоя. Там тя пише ново, внимателно обмислено завещание. Тя оставя цялото си имущество на дъщерите си Маргарита и Елеонора плюс различни завещания на роднини и на третата си все още жива дъщеря Беатрис. Дава на роднините си няколко манастира, а на бедните в Савоя и на 67 членове на нейното домакинство дарения в пари. Завещава голяма сума за изграждането на нов мост над Рона близо до Пиер Шател и за ремонта на няколко малки моста. Казва, че иска да бъде погребана в църквата Сан Джовани ди Малта в Екс ан Прованс, за чието изграждане е помогнала със съпруга си. Завещанието е съставено на 22 февруари в Амбиани и в него Беатрис споменава и имот, оставен на Ордена на Хоспиталиерите.
Тя все още се споменава в завещанието от 11 октомври 1264 г. на брат ѝ Бонифаций, архиепископ на Кентърбъри.
Умира в замъка на Манюет в Ешел през 1265 г., през декември 1266 г. или на 4 януари 1267 г. Погребана е според волята ѝ в параклиса на замъка. Четирите ѝ дъщери карат да се построи мавзолей, който обаче е разрушен през 16 век и впоследствие през революционния период. Запазен е само черепът ѝ, който е пренесен, бидейки Беатрис член на Савойския дом, в Абатство „Откомб“. Той е поставен в мавзолея на брат ѝ Блажения Бонифаций. Тя надживява третата си дъщеря Санча и за малко не надживява малката си дъщеря Беатрис, който почива месеци след смъртта ѝ.

## Брак и потомство
∞ 5 юли 1219 за Раймон Беренгер IV (* 1205, † 19 август 1245), граф на Прованс и на Форкалкие, от когото има един син и четири дъщери:
- Маргарита Прованска[10] (* пролет 1221, Форкалкие; † 20 декември 1295, Париж), чрез брак кралица на Франция (1234 – 1270); ∞ 1234 за Луи IX (* 1214, † 1270), крал на Франция (1226 – 1270), от когото има шестима сина и пет дъщери
- Елеонора Прованска[40] (* ок. 1223, Екс ан Прованс; † 24 или 25 юни 1291, Еймсбери), чрез брак кралица на Англия (1236 – 1272); ∞ за 1236 за Хенри III (* 1207, † 1272), крал на Англия (1216 – 1272), от когото има шестима сина и три дъщери
- Санча Прованска[41] (* 1225, Екс ан Прованс; † 9 ноември 1261, Бъркхамстед), чрез брак графиня на Корнуол (1243 – 1261), кралица на римляните; ∞ 1243 за Ричард (* 1209, † 1272), граф на Корнуол (1227 – 1272), по-късно избран за Крал на римляните (1257 – 1272), от когото има трима сина
- Раймон Провански († млад)
- Беатрис Прованска[16] (* 1234, † 23 септември 1267, Ночера Инфериоре или Неапол), графиня на Прованс и графиня на Форкалкие (1245 – 1267), чрез брак кралица на Сицилия и на Неапол; ∞ 1246 за Шарл I Анжуйски (* 1227, † 1285), граф на Анжу и на Мен (1246 – 1285), крал на Сицилия (включително и на Неапол) (1266 – 1282), впоследствие крал на Неапол (1282 – 1285), граф-консорт на Прованс и на Форкалкие (1246 – 1267), от когото има четирима сина и три дъщери.

- Дъщерите на Беатрис
- Маргарита
- Елеонора
- Санча
- Беатрис

Две от дъщерите на Беатрис Савойска и Раймон Беренгер IV – Маргарита и Беатрис се омъжват за братята Луи IX от Франция и Шарл Анжуйски. Другите им две сестри Елеонора и Санча се омъжват за братята Хенри III от Англия и Ричард от Корнуол.

### Първични източници
- (LA) Monumenta Germaniae Historica, Scriptores, Tomus XXIII, Tomus XIX, Tomus XXIV
- (LA) Peter der Zweite Graf von Savoyen, Markgraf in Italien, sein Haus und seine Lande
- (LA) Obituaire du Chapitre de Saint-Mary de Forcalquier
- (LA) Matthæi Parisiensis, Monachi Sancti Albani, Chronica Majorar, vol. III, vol. IV
- (LA) Chartes du diocèse de Maurienne, vol. II
- (LA) Layettes du Trésor des Chartes, vol. II

### Историографска литература
- ((en)) Eugene L. Cox: The eagles of Savoy. the House of Savoy in thirteenth-century Europe. Princeton University Press, Princeton 1974, ISBN 0-691-05216-6
- Trobadours, 184. Comte de Provence. Lo coms de Proensa, на troubadours.byu.edu
- Austin Lane Poole, L'interregno in Germania, in «Storia del mondo medievale», vol. V, 1999, с. 128 – 152
- Charles Petit-Dutaillis, Luigi IX il Santo, in «Storia del mondo medievale», vol. V, 1999, с. 829 – 864
- E.F. Jacob, Inghilterra: Enrico III, in «Storia del mondo medievale», vol. VII, 1999, с. 198 – 234
- Paul Fournier, Il regno di Borgogna o d'Arles dall'XI al XV secolo, в «Storia del mondo medievale», vol. VII, 1999, с. 383 – 410
- (FR) Histoire générale des Alpes Maritimes ou Cottiènes par Marcellin Fornier, Continuation, Tome I.

### Други
- (EN) Foundation for Medieval Genealogy :Nobiltà di Savoia- BEATRIX de Savoie, на fmg.ac
- (EN) Foundation for Medieval Genealogy :Nobiltà di Provenza - BEATRIX de Savoie (RAYMOND BERENGER de Provence), на fmg.ac
- (EN) Genealogy : savoy - Beatrice, на genealogy.euweb.cz
- (EN) Genealogy : barcellona - Beatrice (Raimund Berengar V), на genealogy.euweb.cz
- (EN) : PEDIGREE - Beatrice de SAVOIE (di SAVOIA), на fabpedigree.com

## Обяснителни бележки
1. ↑  Беатриса Прованска е определена за наследница, понеже е единствената неомъжена дъщеря (Маргарита е кралица на Франция, Елеонора е кралица на Англия, а Санча е графиня на Корнуол и бъдеща кралица на Germania.
2. ↑  Нар. също Амиенски договор: решение на краля на Франция Луи IX от 23 януари 1264 г. относно конфликта между английския крал Хенри III и въстаналите му барони начело със Симон дьо Монфор. Едностранното решение в полза на английския крал води до началото на Втората война на бароните.